# Brison Manor
Brison Manor (Bridgeton, New Jersey; 10 de agosto de 1952 – North Little Rock, Arkansas; 20 de junio de 2023) fue un jugador de fútbol americano estadounidense que jugó siete temporadas con dos equipos en la NFL en la posición de defensive end

## Carrera
Fue elegido en la posición 380 de la ronda quince en el Draft de 1975 por los New York Jets proveniente de los Arkansas Razorbacks, pero inmediatamente fue enviado a los Denver Broncos, con quienes jugó de 1977 a 1984.
En 1984 sería cambiado a los Tampa Bay Buccaneers, donde se retiró luego de jugar solo seis partidos con el equipo.